# Cuarta temporada de Star Trek: Enterprise
La cuarta y última temporada de la serie de televisión de ciencia ficción estadounidense Star Trek: Enterprise comenzó a transmitirse en la cadena UPN en los Estados Unidos el 8 de octubre de 2004 y concluyó el 13 de mayo de 2005 después de emitirse 22 episodios. Ambientada en el siglo XXII, la serie sigue las aventuras de la primera nave espacial de la Flota Estelar, Enterprise, matrícula NX-01. En la cuarta temporada se produjeron cambios en el equipo de producción, con Manny Coto convirtiéndose en el showrunner. Se unió al equipo durante la tercera temporada como coproductor ejecutivo. Otros cambios incluyeron la incorporación como escritores de los novelistas de Star Trek, Judith y Garfield Reeves-Stevens.
Durante la filmación del episodio "In a Mirror, Darkly", se anunció la cancelación de la serie. Tras la cancelación, los fans del programa realizaron protestas y recaudaron fondos para pagar una quinta temporada, sin embargo sus esfuerzos no tuvieron éxito. "These Are The Voyages..." fue el episodio final de la serie y obtuvo el mayor número de espectadores de la temporada según Nielsen Media Research. A pesar de que los críticos describieron la cuarta temporada de una manera más cálida, el final fue mal recibido con Rick Berman comentando públicamente de su arrepentimiento de la trama. La serie fue nominada a tres premios Emmy, obteniendo el de Efectos Visuales Destacados para una Serie de Transmisión en los premios de la Sociedad de Efectos Visuales de 2005.

## Sinopsis de la trama
Después del arco argumental Xindi de una temporada entera durante la tercera temporada, la cuarta temporada comprendió varios arcos argumentales más cortos. Estos incluyeron un resumen de la historia de la Guerra Fría Temporal que comenzó con el episodio piloto, "Broken Bow". Otros arcos cubrieron las diferencias entre los Klingon vistos en Enterprise, en comparación con los vistos en series ambientadas más tarde en la línea de tiempo de Star Trek. Uno de los oficiales superiores de la Enterprise es asesinado durante una historia andoriana. La temporada también contó con un mayor número de referencias a Star Trek: La serie original, con esclavas de Orión y humanos genéticamente modificados similares a Khan Noonien Singh apareciendo en un arco argumental particular, que también contó con el regreso de Brent Spiner a la franquicia de Star Trek.

## Elenco

### Reparto principal
- Scott Bakula como Jonathan Archer
- Jolene Blalock como T'Pol
- Connor Trinneer como Charles "Trip" Tucker III
- Dominic Keating como Malcolm Reed
- Linda Park como Hoshi Sato
- Anthony Montgomery como Travis Mayweather
- John Billingsley como Doctor Phlox

### Elenco invitado
- Gary Graham como Embajador Soval (6 episodios)
- Jeffrey Combs como Comandante Shran (5 episodios)
- Derek Magyar como Comandante Kelby (5 episodios)
- Eric Pierpoint como Harris (4 episodios)
- Brent Spiner como Arik Soong / Lt. Cmdr. Data (solo voz) (4 episodios)
- Vaughn Armstrong como Almirante Maxwell Forrest/Capitán Maximilian Forrest (3 episodios)
- Abby Brammell como Persis (3 episodios)
- Michael Reilly Burke como Koss (3 episodios)
- Robert Foxworth como Administrador V'Las (3 episodios)
- Ada Maris como Capitana Erika Hernandez (3 episodios)
- Brian Thompson como Almirante Valdore (3 episodios)
- Lee Arenberg como Embajador Telarita Gral (2 episodios)
- James Avery como General K'Vagh (2 episodios)
- Joanna Cassidy como T'Les (2 episodios)
- Adam Clark como Josiah (2 episodios)
- Jack Donner como sacerdote Vulcano (2 episodios)
- J. Michael Flynn como Nijil (2 episodios)
- Adam Grimes como Lokesh (2 episodios)
- Harry Groener como Nathan Samuels (2 episodios)
- Peter Mensah como Daniel Greaves (2 episodios)
- Alec Newman como Malik (2 episodios)
- Richard Riehle como Dr. Jeremy Lucas (2 episodios)
- John Rubinstein como Ministro Kuvak (2 episodios)
- John Schuck como Antaak (2 episodios)
- Geno Silva como Senador Vrax (2 episodios)
- Terrell Tilford como Marab (2 episodios)
- Johanna Watts como Gannet Brooks (2 episodios)
- Peter Weller como John Frederick Paxton (2 episodios)
- Matt Winston como Agente Temporal Daniels (2 episodios)
- Kara Zediker como T'Pau (2 episodios)
- Molly Brink como Teniente Talas (2 episodios)
- Jim Fitzpatrick como Comandante Williams (1 episodio)
- John Fleck como Silik (1 episodio)
- Seth MacFarlane como Alférez Rivers (1 episodio)

## Episodios
| N.º en serie | N.º en temp. | Título                                               | Dirigido por                  | Escrito por | Fecha de emisión original                 | Código de prod.    | Audiencia (millones) |
| ------------ | ------------ | ---------------------------------------------------- | ----------------------------- | --- | ----------------------------------------- | ------------------ | -------------------- |
| 7778         | 12           | «Storm Front» «Frente de tormenta»                   | Allan KroekerDavid Straiton   | Manny Coto | 8 de octubre de 200415 de octubre de 2004 | 40358-07740358-078 | 2.893.11             |
| 79           | 3            | «Home» «El hogar»                                    | Allan Kroeker                 | Mike Sussman | 22 de octubre de 2004                     | 40358-079          | 3.16                 |
| 80           | 4            | «Borderland» «Zona fronteriza»                       | David Livingston              | Ken LaZebnik | 29 de octubre de 2004                     | 40358-080          | 3.18                 |
| 81           | 5            | «Cold Station 12» «Estación fría 12»                 | Mike Vejar                    | Alan Brennert | 5 de noviembre de 2004                    | 40358-081          | 3.39                 |
| 82           | 6            | «The Augments» «Los intensificados»                  | LeVar Burton                  | Mike Sussman | 12 de noviembre de 2004                   | 40358-082          | 3.39                 |
| 83           | 7            | «The Forge» «La forja»                               | Michael Grossman              | Garfield Reeves-Stevens & Judith Reeves-Stevens                                                                                              | 19 de noviembre de 2004                   | 40358-083          | 3.15                 |
| 84           | 8            | «Awakening» «Despertar»                              | Roxann Dawson                 | André Bormanis | 26 de noviembre de 2004                   | 40358-084          | 3.38                 |
| 85           | 9            | «Kir'Shara»                                          | David Livingston              | Mike Sussman | 3 de diciembre de 2004                    | 40358-085          | 3.19                 |
| 86           | 10           | «Daedalus» «Dédalo»                                  | David Straiton                | Alan Brennert & Ken LaZebnik | 14 de enero de 2005                       | 40358-086          | 3.03                 |
| 87           | 11           | «Observer Effect» «Efecto observador»                | Mike Vejar                    | Garfield Reeves-Stevens & Judith Reeves-Stevens                                                                                              | 21 de enero de 2005                       | 40358-087          | 2.76                 |
| 88           | 12           | «Babel One» «Babel Uno»                              | David Straiton                | Mike Sussman & André Bormanis | 28 de enero de 2005                       | 40358-088          | 2.53                 |
| 89           | 13           | «United» «Unidos»                                    | David Livingston              | Historia: Manny Coto Guión: Judith Reeves-Stevens & Garfield Reeves-Stevens                                                                  | 4 de febrero de 2005                      | 40358-089          | 2.81                 |
| 90           | 14           | «The Aenar» «Los Aenar»                              | Mike Vejar                    | Historia: Manny Coto Guión: André Bormanis                                                                                                   | 11 de febrero de 2005                     | 40358-090          | 3.17                 |
| 91           | 15           | «Affliction» «Aflicción»                             | Michael Grossman              | Historia: Manny Coto Guión: Mike Sussman | 18 de febrero de 2005                     | 40358-091          | 3.17                 |
| 92           | 16           | «Divergence» «Divergencia»                           | David Barrett                 | Garfield Reeves-Stevens & Judith Reeves-Stevens                                                                                              | 25 de febrero de 2005                     | 40358-092          | 2.96                 |
| 93           | 17           | «Bound» «Vinculados»                                 | Allan Kroeker                 | Manny Coto | 15 de abril de 2005                       | 40358-093          | 2.56                 |
| 9495         | 1819         | «In a Mirror, Darkly» «En un espejo sombrío»         | James L. ConwayMarvin V. Rush | Mike Sussman Historia: Manny Coto Guión: Mike Sussman                                                                                        | 22 de abril de 200529 de abril de 2005    | 40358-09440358-095 | 2.592.92             |
| 96           | 20           | «Demons» «Demonios»                                  | LeVar Burton                  | Manny Coto | 6 de mayo de 2005                         | 40358-096          | 3.01                 |
| 97           | 21           | «Terra Prime»                                        | Marvin V. Rush                | Historia: André Bormanis, Judith Reeves-Stevens & Garfield Reeves-Stevens Guión: Manny Coto, Judith Reeves-Stevens & Garfield Reeves-Stevens | 13 de mayo de 2005                        | 40358-097          | 3.80                 |
| 98           | 22           | «These Are the Voyages...» «Estos son los viajes...» | Allan Kroeker                 | Rick Berman & Brannon Braga | 13 de mayo de 2005                        | 40358-098          | 3.80                 |

## Producción

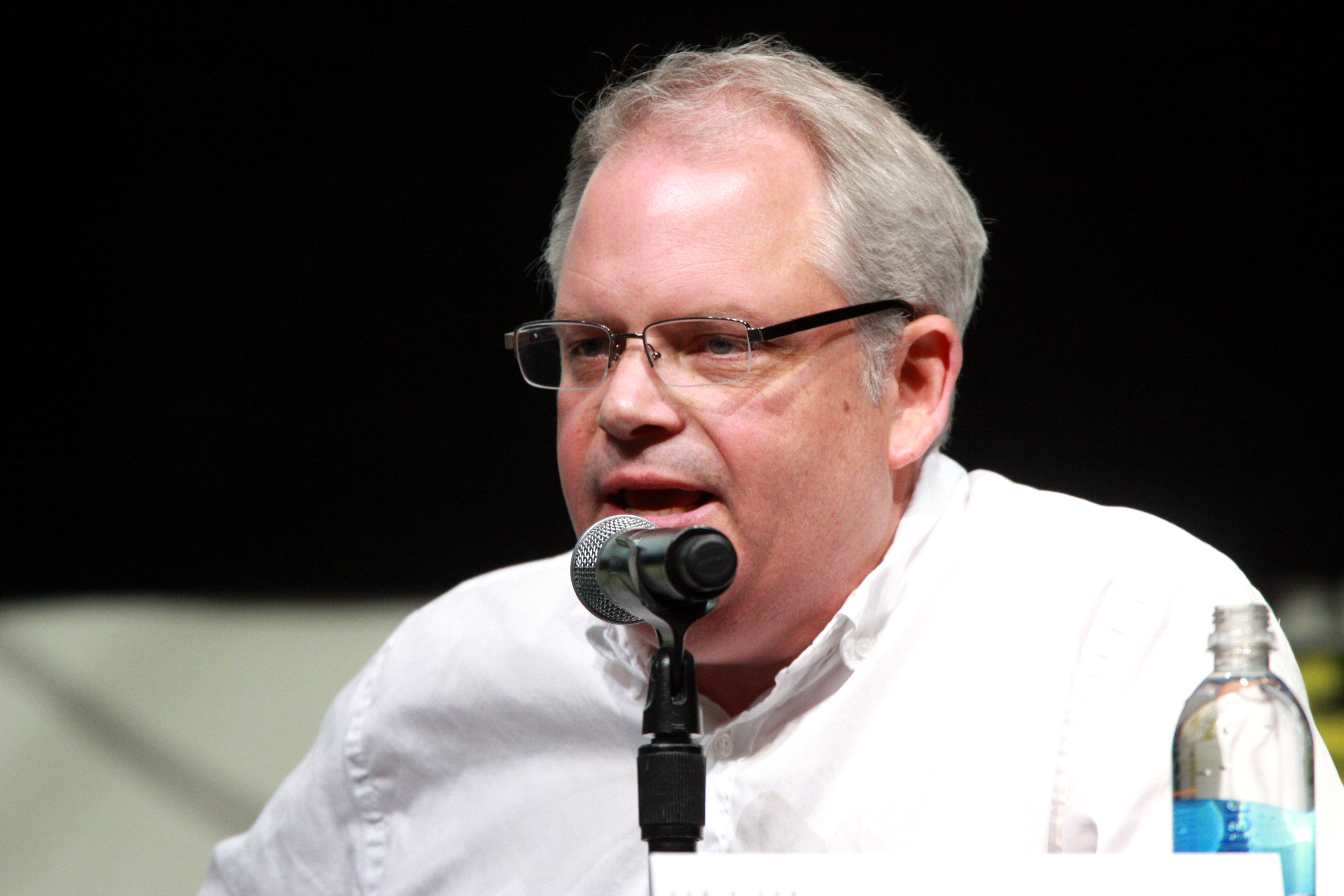
Manny Coto se convirtió en el showrunner de la cuarta temporada de Enterprise, habiéndose unido como coproductor ejecutivo durante la tercera temporada.

La serie estuvo en riesgo de cancelación después de la tercera temporada.  Pero los titulares de los derechos, Paramount Television, redujeron el coste por episodio que cobraba a la cadena UPN de 1,7 millones de dólares por episodio a 800.000 dólares.  El horario de transmisión se modificó posteriormente y los episodios repetidos se trasladaron a los viernes por la noche a las 8:00 p. m. ET / 9:00 p. m . PT,  y la cuarta temporada hizo su debut en ese horario el 8 de octubre de 2004.  TV Guide describió el nuevo horario como "donde la cadena no atraía prácticamente a ningún espectador con lo que un ejecutivo llama 'octavas temporadas de películas de terror'".  Enterprise no fue la primera serie de Star Trek que se trasladó a un horario de viernes por la noche después de un recorte presupuestario, ya que Star Trek: La serie original para la tercera temporada se trasladó a un horario de 10 p. m. ET, donde posteriormente se canceló.   Manny Coto dijo que los recortes presupuestarios fueron compensados en gran parte por el ahorro en costos de filmar con cámaras digitales. 
La cuarta temporada también vio un cambio en el equipo de producción. Enterprise había sido previamente dirigida por los creadores del programa, Rick Berman y Brannon Braga, quienes también fueron los productores ejecutivos.   Manny Coto se unió al equipo de producción durante la tercera temporada como coproductor ejecutivo luego de su trabajo en la serie Odyssey 5. Sus guiones fueron bien recibidos, habiendo escrito episodios como "Similitude". Para la cuarta temporada, Coto fue acreditado como showrunner. En una entrevista, explicó que "lo que se ha hecho público, que Rick y Brannon se han retirado y yo me he mudado con ellos, no es del todo cierto. Me he mudado con ellos, por así decirlo, así que los tres llevamos las riendas. En realidad, yo estoy más a cargo de la escritura, supongo, de tratar con los guionistas y la 'sala de guionistas', de crear historias que Rick y Brannon aprueban o no, o de dar notas sobre ellas".  Explicó que el proceso consistía en que los tres presentaran historias juntos y trabajaran para darles forma. 
Tras el nombramiento de Coto como productor ejecutivo, también buscó realizar cambios en el equipo de guionistas. Judith y Garfield Reeves-Stevens se unieron al equipo, habiendo sido conocidos previamente por escribir novelas de Star Trek.  Estos libros incluyeron colaboraciones con William Shatner en sus novelas Shatnerverse. Su primer episodio de televisión escrito para Star Trek: Enterprise fue la primera parte del arco argumental de Vulcano planeado para la cuarta temporada, "The Forge".  Durante el transcurso de la temporada escribieron varios episodios más, entre ellos "Observer Effect",  "United",  "Divergence" y "Terra Prime".   La serie continuó vinculándose con la NASA, con los astronautas Terry W. Virts y Michael Fincke apareciendo como ingenieros a bordo del Enterprise en el final de la serie. 

### Cancelación

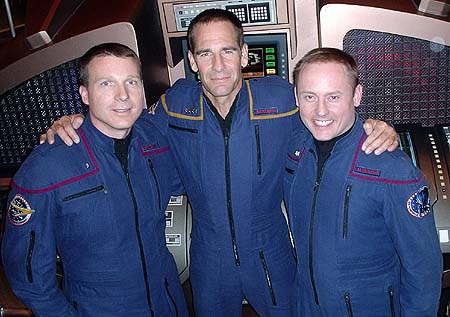
Scott Bakula con los astronautas Terry W. Virts y Michael Fincke durante el rodaje del episodio final de Enterprise.

El 3 de febrero de 2005 se anunció que Enterprise había sido cancelado.  La noticia fue comunicada al elenco y al equipo el sexto día de rodaje de la segunda parte de "In a Mirror, Darkly".  Tras la emisión del episodio final, "These Are the Voyages...", fue la primera vez en dieciocho años que no había nuevos episodios de una serie de Star Trek programados para su emisión.  Star Trek: Enterprise fue el primer spin-off de acción real de la serie original que duró menos de siete temporadas.  La fiesta de fin de serie para el elenco y el equipo se celebró el 13 de abril de 2005 en el Hollywood Roosevelt Hotel. 
El presidente de Paramount Network Television, David Stapf, dijo: "Los creadores, las estrellas y el equipo de Star Trek: Enterprise defendieron con ambición y orgullo las excelentes tradiciones de la franquicia Star Trek. Estamos agradecidos por sus contribuciones al legado de Trek y los felicitamos por completar casi 100 episodios emocionantes, dramáticos y visualmente impresionantes. Todos nosotros en Paramount nos despedimos calurosamente de Enterprise, y todos esperamos un nuevo capítulo de esta franquicia perdurable en el futuro".
La cancelación de Enterprise fue protestada por los fans de la serie. Las acciones incluyeron alrededor de un centenar de fanáticos haciendo piquetes en las puertas de los estudios Paramount. La respuesta a la cancelación se organizó en sitios web como TrekUnited.com. Recaudaron dinero que estaba destinado a ser utilizado para la nueva programación de Star Trek, y se recaudaron 48.000 dólares un mes después de la cancelación.  El sitio web intentó recaudar 32 millones de dólares para pagar una quinta temporada completa del programa, pero no logró acercarse y solo obtuvo unos 87.000 dólares de donantes generales, además de 3 millones de dólares de donaciones anónimas de inversores que trabajan en la industria de vuelos espaciales estadounidense.  También se celebraron manifestaciones en otras partes del mundo y se publicó un anuncio de página completa en Los Angeles Times apoyando el espectáculo.  El dinero fue devuelto después de una campaña fallida, con al parecer solo un contacto accidental entre TrekUnited y Paramount. 

## Temas
La cuarta temporada buscó ser diferente a las temporadas anteriores de Enterprise en la forma en que funcionaban los arcos argumentales. En la temporada anterior, existía la trama de la Guerra Fría Temporal, con el ataque Xindi al final de la segunda temporada, lo que resultó en un arco argumental que duró toda la temporada durante la tercera. En lugar de eso, la cuarta temporada se dividió en varios arcos más pequeños que se habían planeado antes del comienzo de la temporada. El primero de estos arcos fue una resolución de la prolongada Guerra Fría Temporal, y Braga afirmó que la intención era "resolverla... de una vez por todas".  Esto también marcaría la aparición final de los Suliban en Enterprise, ya que estaban vinculados a esa historia. Los episodios que concluyeron la Guerra Fría no revelaron la identidad de la persona del futuro que asesoraba a los Suliban. Braga explicó en una entrevista de pretemporada que "Bueno, hemos estado debatiendo eso durante bastante tiempo, y dejaré esa pregunta abierta. No lo hemos decidido todavía. Tenemos algunas ideas sobre él, o ella, o eso. Pero aún no nos hemos decidido por ninguna identidad. Sigue siendo un signo de interrogación".  La identidad del "futuro chico" fue revelada más tarde por Braga en Twitter como Archer del futuro.

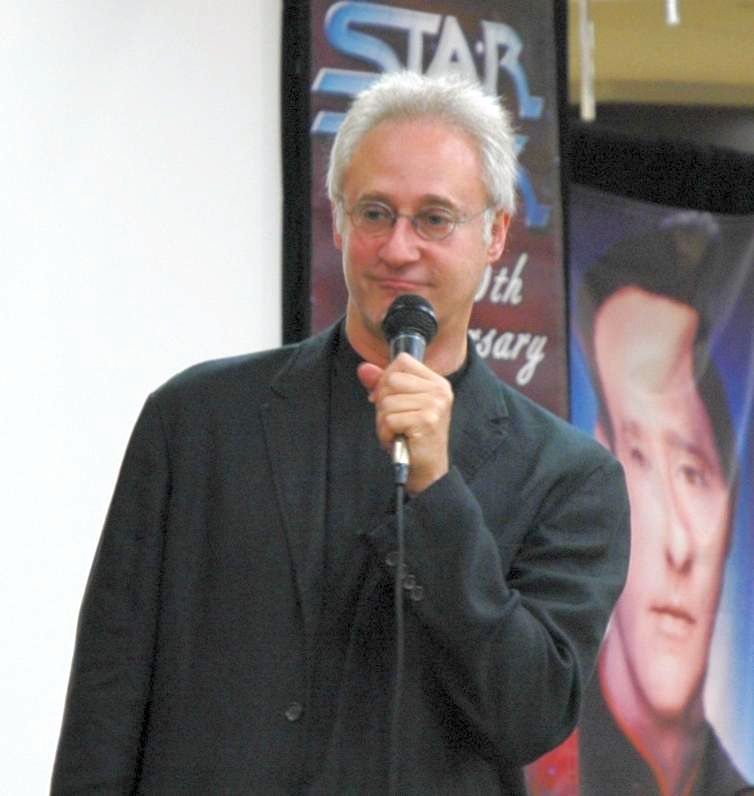
Brent Spiner regresó a Star Trek para interpretar a un antepasado de uno de sus personajes de The Next Generation en un arco argumental.

Brent Spiner regresó a la franquicia,  habiendo interpretado previamente al personaje de Data en Star Trek: The Next Generation.  En Enterprise interpretó el papel del Dr. Arik Soong, un antepasado del creador de Data. Coto comparó al personaje con Hannibal Lecter y habló del miedo que inspiraba en las autoridades humanas durante la época de Enterprise debido a las acciones de Soong que involucraban genética ilegal. La historia incluye varias referencias a la serie original, como los superhombres genéticos en la línea de Khan Noonien Singh, vistos por primera vez en el episodio "Space Seed" y más tarde en la película de 1982, Star Trek II: La ira de Khan. El primer episodio de este arco argumental de Enterprise también vio la reaparición de las esclavas de Orión como se ve en el primer piloto de Star Trek, "The Cage". Coto atribuyó esto a su idea para la cuarta temporada diciendo: "Lo que realmente quería hacer esta temporada es hacer los episodios que yo, como fan de Star Trek, tendría que ver. Ya sabes, como fan de la serie original, si escuchara que están haciendo los esclavistas de Orión y las Guerras Eugenésicas, tendría que estar frente a ese televisor".
Los productores también buscaron resolver cuestiones con la diferencia de Enterprise en comparación con las otras series. Una de ellas fueron las acciones y actitudes de los vulcanos; Coto dijo que "hay una diferencia entre los vulcanos de nuestra era y los vulcanos de eras posteriores. Nuestros vulcanos mienten, nuestros vulcanos son monolíticos, nuestros vulcanos no son pacifistas".  La historia de los vulcanos vista en "The Forge", "Awakening" y "Kir'Shara" fue comparada por Coto con la Reforma Protestante.  El arco también reintrodujo al personaje de T'Pau, quien fue visto previamente en el episodio de la serie original "Amok Time". Para "Awakening", Kara Zediker interpretó una versión más joven del personaje. 

## Recepción

### Audiencia
Tras el cambio a un horario de viernes por la noche, Enterprise competía directamente con episodios de Stargate SG-1 en Sci Fi Channel.  Las calificaciones generales de Nielsen Media Research colocaron al programa en el puesto 150 de la temporada.  La temporada comenzó con calificaciones de 2.0/4 por ciento para la primera parte de "Storm Front",  pero las calificaciones más bajas de la serie se recibieron para el episodio de mitad de temporada "Observer Effect".  Otros cinco episodios igualaron las calificaciones de 2.0/4 por ciento de "Storm Front", mientras que "Cold Station 12", "The Augments" y "Kir'Shara" recibieron calificaciones de 2.1/4 por ciento cada uno.    Los índices de audiencia más altos de las temporadas se recibieron para el final de la serie, "These Are The Voyages...", que obtuvo índices de audiencia de 2.4/4 por ciento.  Rick Berman atribuyó la caída de los índices de audiencia de la serie a una variedad de factores: "El programa ciertamente tuvo un gran comienzo. Recibió muy buenas críticas y tuvo una gran audiencia durante la primera media docena de episodios y luego comenzó a decaer. Podría asumir la culpa por ello. Podría culpar a los guiones. Podría culpar a la fatiga de la franquicia. No sé por qué no funcionó". 

### Reseñas
Los vínculos con la Serie Original fueron vistos como mejoras positivas para Star Trek: Enterprise por los críticos, incluyendo elementos como la aparición del Universo Espejo y las esclavas de Orión.   Otros arcos argumentales elogiados incluyen el arco de Augment con Brent Spiner y el regreso de los superhombres genéticos que se hicieron famosos gracias a Khan de Ricardo Montalbán en La Serie Original. Phillip Chung de AsianWeek lamentó la pérdida del programa, porque sintió que había mejorado con el tiempo y debido a la postura progresista continua de la franquicia al mostrar minorías raciales fuera de los estereotipos normales. 
En 2019, CBR calificó la temporada 4 de Star Trek: Enterprise como la 19.ª mejor de las 31 temporadas de todos los programas de Star Trek en ese momento, y dijo que, aunque fue una temporada fuerte, "hubo algunos grandes errores".
La respuesta crítica al episodio final, "Estos son los viajes...", fue mayoritariamente negativa. Por ejemplo, el Wisconsin State Journal lo describió como "sin duda el peor final de serie de la historia".  El episodio presentó una simulación de holocubierta en el USS Enterprise (NCC-1701-D) de Star Trek: The Next Generation durante los eventos del episodio "The Pegasus" y el regreso del Comandante William Riker (Jonathan Frakes) y la Consejera Deanna Troi (Marina Sirtis).  Fue escrito por Berman y Braga, quienes respondieron a las críticas negativas del episodio diciendo: "Hay que recordar que en circunstancias normales la mayoría de la gente probablemente habría pensado que este era un episodio muy bueno porque tiene un gran concepto que lo impulsa".  Berman dijo más tarde: "Nunca lo habría hecho si hubiera sabido cómo iba a reaccionar la gente". 
Iain Miller de The Independent on Sunday criticó la aparición de los dos personajes de The Next Generation en el final, diciendo: "Fue como ver a un gran velocista que ahora está gordo cayendo de bruces mientras corre hacia un autobús".  La reseña también comparó el uso del holodeck en el episodio como el equivalente de Star Trek de la novena temporada de Dallas, que se reveló como un sueño de Pam Ewing en el final.   Thomas Connor del Chicago Sun-Times le dio al final media estrella en su reseña, diciendo que la muerte de Charles "Trip" Tucker III fue "la muerte más anticlimática y dramáticamente inútil en la historia de la franquicia". 
El Boston Herald describió el episodio como una de las mejores maneras de decepcionar a los fans durante 2005, diciendo que "resultó ser una oda inapropiada a Star Trek: The Next Generation".  Un avance del episodio en el Daily Herald por Ted Cox sugirió que "nunca se pudo determinar si estaba destinado a atraer a los trekkies devotos o al público en general. Al alienar a ambos, no atrajo a ninguno". 

### Premios
Los episodios de la cuarta temporada de Enterprise recibieron tres nominaciones a los Premios Emmy 2005. El equipo de diseño de cabello y estilistas fue nominado a Mejor Peluquería para una Serie por su trabajo en el episodio "In A Mirror, Darkly", pero perdió ante el equipo de Deadwood.   Vince Deadrick Jr fue nominado a Mejor Coordinación de Especialistas por su trabajo en los episodios "Borderland" y "Cold Station 12", pero fue superado por Matt Taylor por 24.   La tercera nominación no fue para un episodio específico, sino para la temporada en general, y el equipo de maquillaje fue nominado a Maquillaje Protésico Destacado para una Serie, Miniserie, Película o Especial.  El premio fue para La vida y muerte de Peter Sellers de HBO.  La serie fue nominada a Mejor Serie de Televisión en Cadena en los 31º Premios Saturn,  pero el premio fue para Lost. 
La segunda parte de "Storm Front" fue premiada en 2005 como Mejores Efectos Visuales para una Serie de Transmisión en los premios de la Visual Effects Society. Ronald D. Moore recibió el premio en nombre del equipo de producción.   La pelea aérea sobre la ciudad de Nueva York que se ve en ese episodio también fue nominada a Mejor entorno creado en un programa de transmisión de acción en vivo, pero perdió ante la secuencia de apertura de la serie de televisión Spartacus. 

## Información de los medios
Tras el final de la serie, la cuarta temporada se lanzó en DVD antes de finales de 2005. También se incluyó en un conjunto completo que contenía las cuatro temporadas de la serie.